# 米爾維·卡瓦克希
米爾維·卡瓦克希（Merve Safa Kavakçı，或譯默爾維·卡瓦其，1968年8月19日—）是一名土耳其政治家，1999年4月18日當選為伊斯坦布爾的美德黨國會議員。
1999年5月2日，由於戴著頭巾，卡瓦克希遭到其他議員阻止在國會宣誓就職。她沒有透露她的美國公民身份，這是在選舉後透露的，她於2001年3月失去了議會的席位。美德黨於2001年6月被憲法法院禁制。
2007年，歐洲人權法院判決卡瓦克希被驅逐出議會是違反人權。此後，卡瓦克希一直是土耳其世俗政治制度的直言不諱的批評者，在全球各地支持穆斯林婦女權利，特別是對頭巾。除了在歐洲和美國的大學進行講座外，卡瓦奇還在巴塞羅那的2004年世界宗教議會上發言。卡瓦克希還在英國國會上議院發表了講話。她曾在包括哈佛、耶魯、柏林、漢堡、漢諾威、杜伊斯堡和劍橋大學在內的無數美國和歐洲大學任教和講話。
她從哈佛大學獲得碩士學位，並獲得霍華德大學博士學位。卡瓦奇目前是美國喬治華盛頓大學教授，華盛頓特區霍華德大學教授，她是法蒂瑪·阿卜杜拉納二世和馬里亞姆·卡瓦奇的母親。
卡瓦奇於2004年獲得 NAACP 和 GWU 頒發的“卓越女性”殊榮。她被授予公認服務獎，並承認2000年國際婦女與兒童協會提高人權和穆斯林婦女賦權的努力。她於1999年在奧地利維也納獲得 Haus Der Kulturellen Aktivitätund Toleranz 頒發的“服務人類獎”。她於1999年被安卡拉資本平台和全國青年組織授予年度最佳女主播獎。
卡瓦奇是美國國會穆斯林方面的顧問，也是土耳其保守的Vakit報紙的專欄作家。她是地中海季刊編委會，也是六本書和許多文章的作者。
2012年，Richard Peres 出版了一本關於卡瓦奇的書《The Day Turkey Stood Still：MerveKavakçı's Walk into the Parliament》。她的父親是格魯吉亞後裔。